# Араукания (регион)
Араукания (на испански: Araucanía) е един от 15-те региона на южноамериканската държава Чили. Регионът е разположен в централната част на страната на Тихия океан. Населението е 957 224 жители (по преброяване от април 2017 г.). Общата му площ – 31 842,30 км².